# Morten Svartveit
Morten Svartveit (* 1978) ist ein norwegischer Schauspieler, der unter anderem für seine Rollen in Occupied – Die Besatzung und Heimebane Bekanntheit erlangte.

## Leben
Svartveit stammt aus der westnorwegischen Kommune Voss. Nachdem er zunächst plante, Jurist zu werden, besuchte er zwei Jahre lang eine Musicalschule. Die Ausbildung als Schauspieler legte er schließlich von 2004 bis 2008 an der GITIS Scandinavia Theatre Academy in Aarhus, einer Außenstelle der Russischen Akademie für Theaterkunst, Moskau ab. Nach diesem Aufenthalt in Dänemark kehrte er nach Norwegen zurück, wo er als Theaterschauspieler unter anderem für das Det Norske Teatret spielte. Dort wirkte er in Produktionen wie der Dreigroschenoper und Woyzeck mit. Svartveit war für eineinhalb Jahre am Theater in Tromsø tätig, wo er neben seiner Tätigkeit als Schauspieler unter anderem auch das Stück Plan A schrieb. 2013 kehrte er ans Theater Det Norske Teatret zurück.
In der Serie Occupied – Die Besatzung übernahm er ab 2015 die Figur des Ministerpräsidenten Knudsen. Größere Bekanntheit in Norwegen erlangte er auch durch seine Rolle des Espen Eide in der norwegischen Fußballserie Heimebane. Svartveit wirkte des Weiteren unter anderem in der vom Norsk rikskringkasting (NRK) erstmals im Dezember 2020 ausgestrahlten Weihnachtsserie Stjernestøv mit.

## Filmografie (Auswahl)
- 2014: Trio – Odins Gold (Fernsehserie, 4 Folgen)
- 2015: Kampen for tilværelsen (Fernsehserie, 1 Folge)
- 2016: Rosemari
- 2015–2017: Occupied – Die Besatzung (Okkupert, Fernsehserie, 7 Folgen)
- 2017: Der Grenzgänger (Grenseland, Fernsehserie, 7 Folgen)
- 2018: Når jeg faller
- 2018–2019: Heimebane (Fernsehserie, 18 Folgen)
- 2019: Beforeigners (Fernsehserie, 4 Folgen)
- 2020: Flukten over grensen
- 2020: Stjernestøv (Fernsehserie, 19 Folgen)
- 2021: Ninjababy
- 2021–2024: Pørni (Fernsehserie, 6 Folgen)
- 2021: The Innocents
- 2022: Gutta på skauen (Fernsehserie, 10 Folgen)
- 2022: Gulltransporten
- 2023: R.I.P Henry (Fernsehserie, 1 Folge)
- 2023: The Fortress (Festning Norge, Fernsehserie, 4 Folgen)
- 2024: Victoria muss weg
- 2024–2025: Kommissar Wisting (Fernsehserie, 8 Folgen)
- 2024: Oslo-Stories: Liebe (Kjærlighet)